# Lunático (álbum)
Lunático Es el tercer álbum de Gotan Project. Este fue lanzado en 2006 por ¡Ya Basta! Records, corridos por Philippe Cohen Solal.  El álbum está nombrado Lunático después del caballo de carreras del legendario maestro del tango Carlos Gardel.
El álbum presenta una colaboración con la banda americana Calexico, grabado en Tucson, Arizona, y una cubierta del Ry Cooder París de la canción, Paris, Texas. La Grabación para el resto del álbum tuvo lugar en París y Buenos Aires.
El primer sencillo del álbum era "Diferente", el segundo era "Mi Confesión". El tercero era "La Vigüela".

## Pistas
1. "Amor Porteño" – 5:08
2. "Notas" – 4:21
3. "Diferente" – 5:23
4. "Celos" – 5:31
5. "Lunático" – 3:00
6. "Mi Confesión" – 4:20
7. "Tango Canción" – 4:23
8. "La Vigüela" – 5:00
9. "Criminal" – 3:35
10. "Arrabal" – 3:58
11. "Domingo" – 4:14
12. "París, Texas" – 6:46

## Personal
Gotan Project:
- Philippe Cohen Solal – bajos, teclados, los sonidos & bautizan fx.
- Eduardo Makaroff – guitarra acústica.
- Christoph H. Müller – programando, graves, teclados, sintetizador de discurso & fx.

Producido por: Christoph H. Müller, Eduardo Makaroff, Philippe Cohen. 
Mastering Por Mandy Parnell @ Eléctrico Mastering, Londres. 
Editando por Lionel Nicod @ Translab, París.
Sesiones de registro del París:
- Cristina Vilallonga – voz cantante
- Gustavo Beytelmann – piano
- Patrice Caratini – graves íntegros
- Nini Flores – bandoneón
- Línea Kruse – violín
- Rudi Flores – guitarra acústica
- Nestor Marconi – bandoneón (pista 2)
- Juan Carlos Caceres – palabra hablada (pista 2)
- Minine Garay – Percusión (pista 12)

Grabado y mezclado @ Substudioz por Christoph H. Müller, Eduardo Makaroff y Philippe Cohen Solal
- Cyril Atef – Tambores (en pistas 4, 5 y 7)

Estudio @ grabado EGP por Georges Petillot
– Tango El cuarteto arreglado por Gustavo Beytelmann.
- Gustavo Beytelmann – piano
- JuanJo Mosalini – bandoneón
- Roberto Tormo – graves íntegros
- Victor Villena – bandoneón

Estudio @ grabado Acousti por Manu Payet
Sesiones de registro del Buenos Aires:
- Presentando rap actuado por Koxmoz (Apolo Novax y Ají Parker) (pista 6)
- La palabra hablada actuada por Jimi Santos (pista 11)

– Las cuerdas arregladas y conducidos por Gustavo Beytelmann.
- Pablo Agri – solista de violín
- Elías Khayat – 1.º violín
- Leonardo Ferreyra, Lázaro Beker, Pablo Borzani, Pablo Sangiorgio, Raúl di Renzo, Roberto Calomarde – violín
- Alexandre Jakovlev, Benjamín Bru Pesce, Eduardo-Felix Peroni – viola
- Jorge Pérez Tedesco, María Eugenia Castro – Chelo
- Daniel Falasca – contrabajo
- Facundo Guevara – Percusión
- Bahía de Richard del Henry – trombone

Grabado en ION estudios en marzo de 2005.
Ingeniero de sonido: Jorge da Silva Asistente de Sonido: Ariel Lavigna
Protools ingeniero: Javier Mazzarol
-  'Celos' es grabado en Café Tortoni por Emmanuelle Honorin
Calexico Sesiones de registro (en Amor Porteño):
- Joey Burnes – vibes, graves íntegros, graves eléctricos, guitarra eléctrica
- John Convertino – tambores

La música compuesta por:
Philippe Cohen Solal, Eduardo Makaroff y Christoph H. Müller excepto la pista 2 compuesto por Philippe Cohen Solal y Christoph H. Müller y pista 12 compuestos por Ry Cooder
Letras por:
Eduardo Makaroff en pistas 1-4. 7 y 10, Lucas Lapalma y Diego Gaston Ponce encima pista 6, Gotan Project en pista 11